# Teodoreto de Ciro
Teodoreto de Ciro (en griego, Θεοδώρητος Κύρρου; en latín, Theodoretus; Antioquía, ca. 393 - Ciro, entre el 458 y el 466) fue obispo de Ciro (Siria) y el último teólogo destacado de la escuela de Antioquía. 

## Biografía
Sus padres, muy acomodados, mantuvieron estrechos contactos con los monasterios cercanos. Educado entre los monjes, su cultura refleja al mismo tiempo una profunda formación clásica. Muertos sus padres, se retiró a uno de los monasterios de Nicerta. En 423 fue elegido obispo de Ciro, donde desarrolló una amplia actividad.
Formado en la teología antioquena, personalmente ligado a Nestorio y enconado adversario del apolinarismo, del que creía encontrar reliquias en los 12 anatematismos de San Cirilo de Alejandría, escribió la refutación de los mismos. En el Concilio de Éfeso se negó a suscribir la condenación y deposición de Nestorio, e inmediatamente compuso un tratado refutando a San Cirilo y atacando las decisiones del Concilio. Parece ser que redactó el «Símbolo de Unión» (h. 433) aceptado por Juan de Antioquía y San Cirilo. A pesar de la aceptación de este último, Teodoreto prosiguió la lucha intentando que se llegase a condenar los anatematismos. En 447 fue acusado por Dióscoro de predicar dos hijos de Dios existentes en Cristo. Teodoreto se defendió en su Epístola 83, donde condena a aquellos que niegan la maternidad divina de María. En 448 un edicto imperial le prohibió predicar en Antioquía.
Enérgico adversario de la herejía eutiquiana, fue depuesto de su sede episcopal hacia el 449. En 451 fue admitido entre los «doctores ortodoxos» por el Concilio de Calcedonia —que condenó a Nestorio y Eutiques— tras haberle exigido una explícita declaración contra Nestorio y su doctrina. Tras Calcedonia, Teodoreto continuó su labor pastoral y literaria.
El Concilio de Constantinopla del 533 condenó sus escritos contra San Cirilo y el Concilio de Éfeso, así como algunos de sus sermones y cartas.
En general, se considera su cristología ambigua: a veces parece distinguir en Cristo dos personas; no rechaza el término «theotocos», aplicado a la Virgen, pero admite el de «anthropotocos»; no acepta que se pueda decir que Dios haya sufrido en la Pasión. Por otro lado, afirma que Cristo es uno con unión física y niega haber enseñado jamás la existencia de dos personas. En general se advierte que a lo largo de su vida fue abandonando algunas de las fórmulas ambiguas —por ejemplo la de «assumptus homo»— que utilizó al principio.

## Obra
Resulta imposible establecer una relación completa de sus obras, algunas desaparecidas. Se pueden clasificar en:
1. Dogmáticas y polémicas: De sancta et vivifica Trinitate et de incarnatione Domini, anteriores al 431; «Contra-anatematismos»; Eranistes vel polymorphus, h. 447 contra los monofisitas; Refutación de los 12 anatematismos, llamado también «Contra-anatematismos», 431, cuyo contenido nos es conocido a través de la refutación de San Cirilo; Los cinco libros contra San Cirilo y el Concilio de Éfeso Pentalogium, h. 432. El mismo Teodoreto nos da noticias de escritos contra los arrianos, los eunomianos, los macedonianos, los marcionitas y los apolinaristas.
2. Apologéticas: Curación de las enfermedades griegas, última apología contra el paganismo; Diez sermones sobre la Providencia; Respuesta a las preguntas de los magos.
3. Exégesis: Cuestiones al Octateuco, de carácter didáctico y apologético, del que hay edición moderna de Ángel Sáenz Badillos y Natalio Fernández Marcos, Quaestiones in octateuchum, Madrid: CSIC, 1979, y comentarios a numerosos libros de la Biblia.
4. Historia: Historia eclesiástica, continuación de la de Eusebio de Cesarea, que termina el 428 con la muerte de Teodoro de Mopsuestia; Historia religiosa, o de los monjes, 444; Historia de las herejías (Haereticarum fabularum compendium): no es segura la autenticidad del capítulo dedicado a Nestorio.
5. Sermones y cartas: Finalmente, un pequeño número de sermones, y 232 cartas.

### Contradeclaraciones a los 12 anatemas de Cirilo (Contra-anatematismos)
1. Teodoreto explica que el Verbo de Dios no se hizo carne por naturaleza, ni tampoco se transformó en carne, pues el Verbo de Dios es por su naturaleza inmutable e invariable. Cita varios pasajes bíblicos (Salmos 102:27, Malaquías 3:6, Filipenses 2:6-8) para explicar que lo Divino no cambia y así aclara Juan 1:14 "el Verbo se hizo carne y habitó entre nosotros" diciendo que El Verbo de Dios asumió la carne, pero no transformó en criatura. El Verbo se hizo para sí mismo un templo en el vientre de la Virgen, el templo siendo un verdadero humano con todas las facultades humanas. A la luz de Colosenses 2:9, Teodoreto defiende el título de Teotókos para la Santísima Virgen, por la unión de la divinidad con la humanidad desde el momento de la concepción. Concluye que la persona que nació de la Virgen se llama Emanuel, pues Dios no fue separado del hombre, ni el hombre despojado de la Deidad.[1]
2. En esta sección, Teodoreto elucida que el sujeto de Cristo es la conjunción del Verbo de Dios y su templo humano "Confesamos un solo Cristo, y, a causa de la unión, lo llamamos tanto Dios como hombre."[2] Rechaza rotundamente el aserto de una unión de las hipóstasis, que considera ajena a las Divinas Escrituras y las interpretaciones bíblicas de los Padres. Para Teodoreto, la unión según la hipóstasis resultaría en una mezcla de carne y Deidad que implicaría que Dios se hizo criatura y cambió en su esencia. Menciona Juan 2:19 para constatar que hay una separación relevante entre el Verbo y su templo humano. Sintetiza su posición así, "La unión exhibe las particularidades de las naturalezas y nos enseña a adorar al único Cristo."[2] reiterando que existe una conjunción de dos naturalezas en la única persona de Cristo, pese a que hay distinciones vitales.
3. Aquí, Teodoreto se ofende por la declaración de San Cirilo de que "Si alguno divide en el solo Cristo las hipóstasis después de la unión, uniéndolas sólo por la conexión de la dignidad o de la autoridad y potestad, y no más bien por la conjunción que resulta de la unión natural, sea anatema.".[3] Dios como ordenador del universo no se tiene que someter a las leyes naturales, por lo que no vale hablar del resultado de una unión natural. Teodoreto mantiene su postura de que las divisiones son naturales y ha de destacarlas al hablar de Cristo, quién es Dios y hombre sin confusión.[1]
4. San Cirilo dice: "Si alguno distribuye entre dos personas o hipóstasis las voces contenidas en los escritos apostólicos o evangelios o dichas sobre Cristo por los santos o por Él mismo sobre sí mismo; y unas las acomoda al hombre propiamente entendido aparte del Verbo de Dios, y otras, como dignas de Dios, al solo Verbo de Dios Padre, sea anatema."[3] Teodoreto contesta a la anatematización diciendo que supone una mezcla de las naturales lo que conduce a la blasfemia y a la herejía. Dios es el omnipotente Creador y Gobernador del Universo, y el Verbo es su poder y sabiduría, demás de la vida misma (1 Corintios 1:24, Juan 14:6). Si las naturalezas se entremezclan, alguien termina diciendo que el Verbo tuvo sed, cansancio, miedo e ignorancia, propiedades propias del siervo (la humanidad de Cristo) y no del Verbo que es consubstancial al Padre (Juan 12:27, Marcos 13:32, Juan 5:19). Teodoreto finaliza su refutación así, "Aplicamos lo divinamente dicho y hecho a Dios el Verbo; por otro lado, lo que se dice y se hace con humildad, lo conectamos con el siervo, para no ser contaminados con la blasfemia de Arrio y Eunomio."[4]
5. San Cirilo dice: "Si alguno se atreve a decir que Cristo es hombre teófono, portador de Dios y no, más bien, Dios verdadero, como hijo único y natural, según el Verbo se hizo carne y tuvo parte de modo semejante a nosotros en la carne y en la sangre [Hebreos 2:14], sea anatema." Teodoro no hace objeciones a la participación del Verbo de Dios en la humanidad, aunque se oponen vehementemente a la idea de que el Verbo se trocara en alguna forma: "negamos que el Verbo se hizo carne por medio de un cambio."[1] También defiende el uso del término "teófono" apelando a los escritos de San Basilio y a la carta a los Colosenses (2:9).